# Deutsche Botschaft N’Djamena
Die Deutsche Botschaft N’Djamena ist die offizielle diplomatische Vertretung der Bundesrepublik Deutschland in der Republik Tschad.

## Lage
Die Botschaft hat ihren Sitz in der tschadischen Hauptstadt N’Djamena. Sie befindet sich in unmittelbarer Nähe zur Botschaft der Vereinigten Staaten, des Zusammenflusses von Logone und Schari und nur etwa eineinhalb Kilometer östlich der Landesgrenze zu Kamerun.
Die Straßenanschrift der Botschaft ist Avenue Félix Eboué, N’Djamena.

## Auftrag und Organisation
Die Botschaft N’Djamena hat den Auftrag, die bilateralen Beziehungen zum Gastland Tschad zu pflegen, die deutschen Interessen gegenüber der Regierung des Tschad zu vertreten und die Bundesregierung über Entwicklungen im Gastland zu unterrichten. In der Botschaft werden die Sachgebiete Politik, Wirtschaft, Kultur und Entwicklungszusammenarbeit bearbeitet.
Der Amtsbezirk der Botschaft umfasst die Republik Tschad. Sie nimmt keine Rechts- und Konsularaufgaben wahr und erteilt auch keine Visa. Es besteht ein Bereitschaftsdienst für konsularische Hilfe in Notfällen. Die Deutsche Botschaft Jaunde in Kamerun ist auch für Rechts- und Konsularangelegenheiten im Tschad zuständig. Der deutsche Militärattaché an der Botschaft Jaunde (Kamerun) ist im Tschad nebenakkreditiert.
Der Dienstposten des Botschafters im Tschad ist in die Besoldungsgruppe A 15 der Bundesbesoldungsordnung A eingruppiert.

## Geschichte
Die Botschaft wurde am 14. Februar 1963 eröffnet. Im Jahr 1974 waren die diplomatischen Beziehungen vom 12. Juni bis zum 28. November abgebrochen, die Botschaft jedoch erst am 4. Mai 1976 wieder eröffnet. Vorübergehend geschlossen war sie zudem vom 28. März 1980 bis zur Wiedereröffnung am 12. April 1983. Zum 1. Mai 1993 wurde die Botschaft auf Geschäftsträger-Ebene herabgestuft und mit Ablauf des Jahres 1999 abermals geschlossen. Am 27. August 2002 erfolgte die erneute Wiedereröffnung. Seitdem besteht die Botschaft ununterbrochen.
Die DDR und der Tschad nahmen am 6. Juni 1971 diplomatische Beziehungen auf. Botschafter waren bis zur Schließung der Vertretung im Gefolge des Beitritts der DDR zur Bundesrepublik Deutschland im Jahr 1990 vor Ort.